# Застільні бесіди (Плутарх)
Застільні бесіди (дав.-гр. Συμποσιακά, лат. Quaestiones convivales) — збірка творів Плутарха в 9 книгах (95 бесід), традиційно включається в його «Моралії»

## Зміст
Застільні бесіди являють собою зібрання промов, виголошених в різний час учасниками застілля при зустрічах в Римі та Греції. Отже з вступу, ініціатива складання такого збірника належала одному Плутарху і учаснику багатьох з цих зустрічей Квінту Сосію Сенеціону . Всього світ побачив дев'ять книг, всередині яких матеріал був згрупований в довільному порядку, без дотримання хронологічної послідовності. Так, остання дев'ята книга складається виключно з матеріалів, що відносяться до молодості автора.
У бесідах обговорюються найрізноманітніші питання: про легкотравність їжі, про утримання євреїв від свинини, про те, що було раніше — курка чи яйце, про кількість муз, про види танців і т. д. Ці діалоги пересипані рясними цитатами з античної літератури. При цьому сам Плутарх ділить усі теми на «симпатичні» (що стосуються організації застілля) і «симпонсійне» (власне застільні), але не вважає за потрібне групувати бесіди за цією ознакою .
«Застільні бесіди» не можуть вважатися документальним відтворенням, яке мало місце в дійсності діалогів. Це очевидно в силу великого обсягу окремих «бесід» і достатку в них різноманітних цитат. Доведено, що в роботі над цими текстами Плутарх активно використовував літературні джерела . Але при цьому сам автор вказує на зв'язку «Застільних бесід» зі спогадами, дорогими для нього і для інших людей, які згадуються як учасники діалогів, які повинні були опинитися в числі перших читачів . Таким чином, автор «мав, керуватися тим, щоб [виведені Плутархом учасники бесід — його сучасники і друзі,] — читаючи» Застільні бесіди ", знаходили там хоча і не дослівну відповідність того, що було в дійсності сказано, але принаймні збереження загального сенсу сказаного "  .
До «Застільних бесід» з тематики в «мораліях» примикає «Бенкет семи мудреців» (дав.-гр. Ἑπτά σοφῶν συμπόσιον дав.-гр. Ἑπτά σοφῶν συμπόσιον лат. Septem sapientium convivium № 13).

## Значення
«Застільні бесіди» стали особливою формою філософського діалогу, в якій діалогічна форма є відображенням живої дійсності, а не художньої фікцією. Це єдина у своєму роді, і переконлива з художньої точки зору, характеристика інтелектуальних інтересів освіченого шару в Римській імперії I-II ст. н. е. 